# Сизар, Адольф
Адольф Сизар (англ. Adolph Caesar, 5 декабря 1933 — 6 марта 1986) — американский актёр. Родился в Гарлеме, Нью-Йорк, младшим из трех сыновей в семье с доминиканскими корнями. Наибольшую популярность ему принесла роль в фильме Нормана Джуисона «Солдатская История» за которую он получил номинации на премию «Киноакадемии» и «Золотой глобус». Помимо этого у него была запоминающаяся роль в картине Стивена Спилберг «Цветы лиловые полей».
Последний фильм с его участием — «Клуб Рай», вышел в прокат уже после его смерти. В 1986 году во время съёмок в фильме «Крутые ребята» (с Бертом Ланкастером и Кирком Дугласом) у Сизара случился сердечный приступ, и спустя некоторое время он скончался. Актёр похоронен на кладбище Фернклифф в штате Нью-Йорк. У него осталась жена Диана, умершая в том же году, две дочери и сын.